# Hrabstwo Jefferson (Kansas)

Piramida wieku hrabstwa

Hrabstwo Jefferson – hrabstwo położone w USA w stanie Kansas z siedzibą w mieście Oskaloosa. Założone 25 sierpnia 1855 roku.

## Miasta
- Valley Falls
- Oskaloosa
- Perry
- McLouth
- Meriden
- Nortonville
- Winchester
- Ozawkie
- Grantville (CDP)

## Sąsiednie Hrabstwa
- Hrabstwo Atchison
- Hrabstwo Leavenworth
- Hrabstwo Douglas
- Hrabstwo Shawnee
- Hrabstwo Jackson